# 306
Cette page concerne l'année 306  du calendrier julien. Pour l'année 306 av. J.-C., voir 306 av. J.-C. Pour le nombre 306, voir 306 (nombre). Pour la voiture, voir Peugeot 306.
L'année 306 est une année commune qui commence un mardi.

## Événements
- Constance Chlore et son fils Constantin repoussent les Pictes au début de l'année[1].
- 28 juin : en Chine, l'empereur Jin Hui entre à Luoyang ; le prince Sima Yue prend le pouvoir comme régent[2].
- 25 juillet : mort de Constance Chlore à Eburacum (York). L’armée proclame immédiatement empereur à York son fils Constantin. Galère lui donne le rang de César, mais il refuse de renoncer au titre d’Auguste. Sévère, précédemment César, est reconnu comme Auguste de l'Ouest par Galère[1]. Constantin s’installe à Trèves.
- 28 octobre : Maxence, le fils de Maximien, à l’exemple de Constantin, est proclamé Auguste par la Garde prétorienne et le peuple de Rome. Il prend le contrôle de l'Italie, de l'Espagne et de l'Afrique. Son père profite des circonstances pour reprendre le pouvoir[1]. Avec six empereurs, dont cinq Augustes (Galère, Sévère—légitimes—Constantin, Maxence, Maximien—usurpateurs) et un César (Maximin II Daïa) le système tétrarchique s’effondre.

- Les Francs (Chamaves, Bructères et Chérusques) passent le Rhin, mais sont repoussés par Constantin Ier, qui reconstruit le pont de Cologne sur le Rhin et les poursuit sur l'autre rive. Leurs chefs Ascaric et Mérogaise sont livrés aux bêtes sauvages dans l'amphithéâtre de Trèves[3].

## Naissances en 306
- Éphrem le Syrien, hymnographe et théologien chrétien.

## Décès en 306
- 25 juillet : Constance Chlore, empereur romain.
- Adrien de Nicomédie, officier de l'armée de Galère, saint et martyr et de son épouse Nathalie, sainte.